# Viatcheslav Pietsoukh
Viatcheslav Alekseïevitch Pietsoukh (en russe : Вячеслав Алексеевич Пьецух), né le 18 novembre 1946 à Moscou et mort le 28 septembre 2019,  est un écrivain russe.

## Biographie
Le père de Viatcheslav Pietsoukh est pilote d’essai. En 1970, Viatcheslav est diplômé de la faculté d’histoire de l’Université pédagogique d’État de Moscou.
Il travaille une dizaine d’années comme instituteur. Il travaille ensuite comme correspondant pour la radio et comme consultant littéraire pour la revue Jeunesse paysanne. De janvier 1993 à juillet 1995, il est rédacteur en chef de la revue L’Amitié des Peuples.
Il commence à écrire en 1973 et à être publié en 1978. Sa première publication est le récit Обманщик, qui paraît dans la revue Étude littéraire. Les écrits de Viatcheslav Pietsoukh paraissent dans les revues Novy Mir, Droujba Narodov, Znamia, Oktyabr, Volga, Solitsa, dans l’almanach La Fin du siècle et dans le recueil Miroirs. Ensuite, ses œuvres sortent en livres.
Viatcheslav Pietsoukh est membre de l’Union des écrivains soviétiques depuis 1988 et du PEN club russe.

## Œuvres
- Алфавит, 1983 (recueil)
- Веселые времена, 1988 (recueil). Traduction en français par Simone Sentz-Michel sous le titre Chronique privée, Actes Sud, 1991  (ISBN 978-2-86869-685-4)
- Новая московская философия, 1989 (roman). Traduction en français par Françoise Godet-Konovalov sous le titre La Nouvelle philosophie moscovite, Actes Sud, 1993  (ISBN 978-2-86869-565-9)
- Наш человек в футляре, 1989
- Ром-мат, 1990 (roman)
- Исповедь дуралея, 2011 (nouvelle)
- Суть дела, 2011 (recueil)